# Ochrotrichia trinitatis
Ochrotrichia trinitatis är en nattsländeart som beskrevs av Oliver S. Flint Jr. 1996. Ochrotrichia trinitatis ingår i släktet Ochrotrichia och familjen smånattsländor. Inga underarter finns listade i Catalogue of Life.